# Guerin d'Oro
O Guerin de Ouro (em italiano, Guerin d'Oro) é uma premiação anual entregue pela revista italiana Guerin Sportivo ao melhor jogador da Serie A na temporada que se encerra, com pelo menos 19 jogos disputados.
O vencedor é aquele que obtiver a melhor média da temporada, com base em avaliações semanais do Guerin Sportivo e dos três principais jornais esportivos italianos, a Gazzetta dello Sport, o Corriere dello Sport e o Tuttosport. O prêmio foi entregue pela primeira vez em 1976, tendo como vencedor o italiano Claudio Sala. O atual vencedor é o argentino Diego Milito, da Internazionale.

## Vencedores
| Ano  | Jogador                                        | Clube                         |
| ---- | ---------------------------------------------- | ----------------------------- |
| 1976 | Claudio Sala                                   | Torino                        |
| 1977 | Claudio Sala                                   | Torino                        |
| 1978 | Roberto Filippi                                | Vicenza                       |
| 1979 | Roberto Filippi                                | Napoli                        |
| 1980 | Luciano Castellini                             | Napoli                        |
| 1981 | Ruud Krol                                      | Napoli                        |
| 1982 | Franco Causio                                  | Calcio                        |
| 1983 | Pietro Vierchowod                              | Roma                          |
| 1984 | Michel Platini                                 | Juventus                      |
| 1985 | Diego Maradona                                 | Napoli                        |
| 1986 | Renato Zaccarelli                              | Torino                        |
| 1987 | Walter Zenga                                   | Internazionale                |
| 1988 | Roberto Mancini                                | Sampdoria                     |
| 1989 | Andreas Brehme                                 | Internazionale                |
| 1990 | Franco Baresi                                  | Milan                         |
| 1991 | Roberto Mancini                                | Sampdoria                     |
| 1992 | Frank Rijkaard                                 | Milan                         |
| 1993 | Giuseppe Signori                               | Lazio                         |
| 1994 | Daniele Massaro                                | Milan                         |
| 1995 | Paulo Sousa                                    | Juventus                      |
| 1996 | Enrico Chiesa                                  | Sampdoria                     |
| 1997 | Gianluca Pagliuca Angelo Peruzzi Lilian Thuram | Internazionale Juventus Parma |
| 1998 | Francesco Totti                                | Roma                          |
| 1999 | Matías Almeyda                                 | Lazio                         |
| 2000 | Sébastien Frey                                 | Hellas Verona                 |
| 2001 | Roberto Baggio                                 | Brescia                       |
| 2002 | Christian Vieri                                | Internazionale                |
| 2003 | Pavel Nedvěd                                   | Juventus                      |
| 2004 | Francesco Totti                                | Roma                          |
| 2005 | Gianluca Pagliuca                              | Bologna                       |
| 2006 | Luca Toni                                      | Fiorentina                    |
| 2007 | Adrian Mutu                                    | Fiorentina                    |
| 2008 | Mauro Camoranesi                               | Juventus                      |
| 2009 | Diego Milito                                   | Genoa                         |